# Wagneria gagatea
Wagneria gagatea là một loài ruồi trong họ Tachinidae.